# Julia Harenz
Julia Harenz (* 1994) ist eine deutsche Politikerin (SPD) und seit 2022 Abgeordnete des saarländischen Landtags.

## Leben
Harenz absolvierte zwischen 2014 und 2020 ein Lehramtsstudium der Sekundarstufe I und II mit den Fächern Mathematik und Sport an der Universität des Saarlandes (UdS). Ab Januar 2021 arbeitete sie als wissenschaftliche Mitarbeiterin am Lehrstuhl für empirische Bildungsforschung von Roland Brünken an der UdS.
Harenz ist Mitglied der SPD. Nach der Kommunalwahl 2019 wurde sie Ortsvorsteherin im Ortsteil Wallerfangen der gleichnamigen Gemeinde. Bei der Landtagswahl am 27. März 2022 zog Harenz über die Wahlkreisliste Saarlouis in den Landtag ein.